# Projet pluritechnique encadré
En France, les projets pluritechniques encadrés, ou PPE, ont été créés sur le même modèle que les TPE, mais se déroulent pendant la classe suivante, en Terminale S-Sciences de l'Ingénieur.
Le projet pluritechnique encadré constitue une synthèse des apprentissages en sciences de l’ingénieur en classe de terminale S à dominante sciences de l'ingénieur(ou S-SI). Il s'agit d'un projet prenant place sur environ 70 heures de cours de Sciences de l'Ingénieur au cours du deuxième ou troisième trimestre.
Les projets sont définis soit par les professeurs, soit par les élèves. Chaque groupe de 3 à 5 élèves soutient son projet à l'oral, en ayant un jury provenant d'un autre lycée. Cette évaluation participe avec un coefficient de 2 à la note de sciences de l'ingénieur pour le Baccalauréat.
Si une spécialité a été choisie, la matière Sciences de l'ingénieur est au BAC avec un coefficient 8 dont 6 pour l'écrit et 2 pour le PPE, dans le cas contraire, si aucune spécialité n'est choisie, le coefficient est 6 dont 4.5 pour l'écrit et 1.5 pour le PPE.
Les PPE ont été remplacés par le projet interdisciplinaire en 2013. 